# Ervad
Ein Ervad  ist im parsischen Zoroastrismus eine Person, welche die erste Stufe der priesterlichen Weihen empfangen hat, wozu das Absolvieren des Barashnum-Reinigungsrituals gehört. Zur Ausbildung gehört das Auswendiglernen der in den Ritualen verwendeten avestischen Texte. Voraussetzung ist körperliche Unversehrtheit. Die Kandidaten sind im heutigen Indien zwischen 9 und 13 Jahre alt. Dort werden zudem fast alle Kandidaten in einem von zwei Internaten in Mumbai ausgebildet, wobei sie vormittags eine normale Schule besuchen.
Die Weihe berechtigt nicht zur Durchführung der Yasna-Liturgie, denn Voraussetzung dafür ist eine weitere Weihung zum Mobed.